# 久ノ浜駅
久ノ浜駅（ひさのはまえき）は、福島県いわき市久之浜町久之浜字北荒蒔（あらまき）にある、東日本旅客鉄道（JR東日本）常磐線の駅である。

## 歴史
- 1897年（明治30年）8月29日：日本鉄道の駅として開業[3][4]。
- 1906年（明治39年）11月1日：日本鉄道が国有化され、官設鉄道の所属となる[4]。
- 1909年（明治42年）10月12日：線路名称の制定により、常磐線の所属となる。
- 1949年（昭和24年）6月1日：日本国有鉄道が発足。
- 1972年（昭和47年）10月2日：貨物の取り扱いを廃止[4]。
- 1984年（昭和59年）2月1日：荷物の扱いを廃止[4]。
- 1987年（昭和62年）4月1日：国鉄分割民営化に伴い、東日本旅客鉄道（JR東日本）の駅となる[4]。
- 2011年（平成23年）
  - 3月11日：東日本大震災により、営業を休止。
  - 5月14日：営業を再開[3]。
  - 8月1日：常磐線の代行バスが当駅 - 広野駅間で運行を開始。
  - 10月10日：当駅 - 広野駅間で運転を再開[3]。これに従い、同区間で運行する代行バスは運行を終了[5]。
- 2020年（令和2年）3月14日：東京近郊区間に編入される[6]。ICカード「Suica」の利用が可能となる[6]。終日無人化。
- 2024年（令和6年）10月1日：えきねっとQチケのサービスを開始[1][7]。

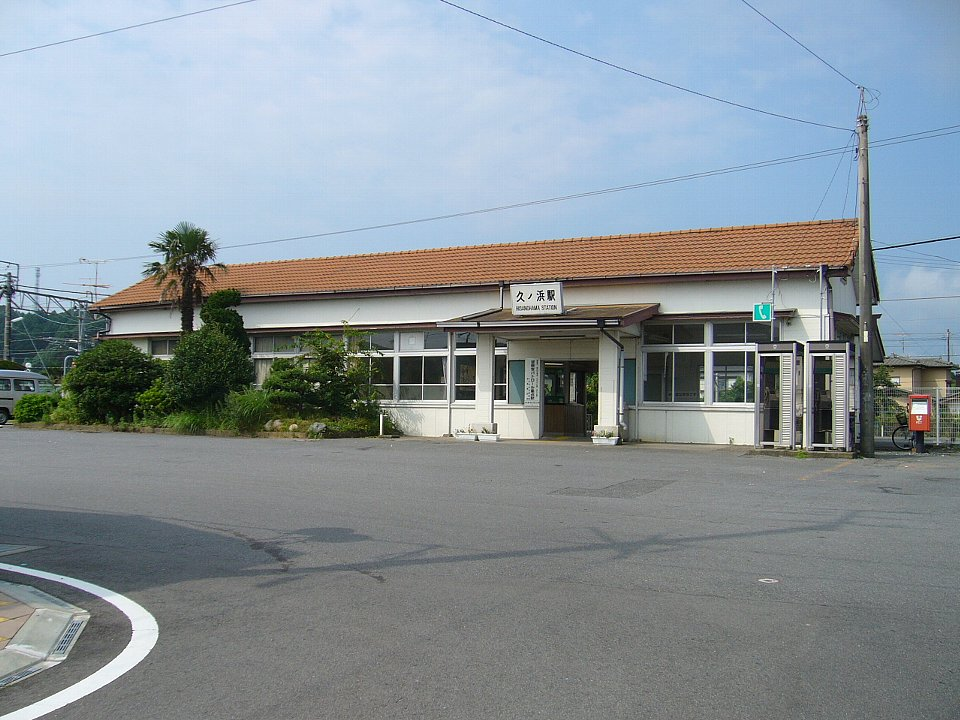
改装前の駅舎（2006年8月）

## 駅構造
相対式ホーム2面2線をもつ地上駅である。木造駅舎を有する。ホームと駅舎の間は跨線橋で連絡している。ホーム上に待合室がある。
かつてはいわき駅管理の業務委託駅であったが、2020年（令和2年）3月14日に無人化された。簡易Suica改札機が設置されている。

### のりば
| 番線 | 路線    | 方向 | 行先             |
| ---- | ------- | ---- | ---------------- |
| 1    | ■常磐線 | 上り | いわき・水戸方面 |
| 2    | ■常磐線 | 下り | 原ノ町・仙台方面 |

- 2011年（平成23年）5月14日から10月9日までは1番のりばのみ使用していた。
- 2005年（平成17年）7月8日までは当駅折り返しで上野行の列車が設定されていた。

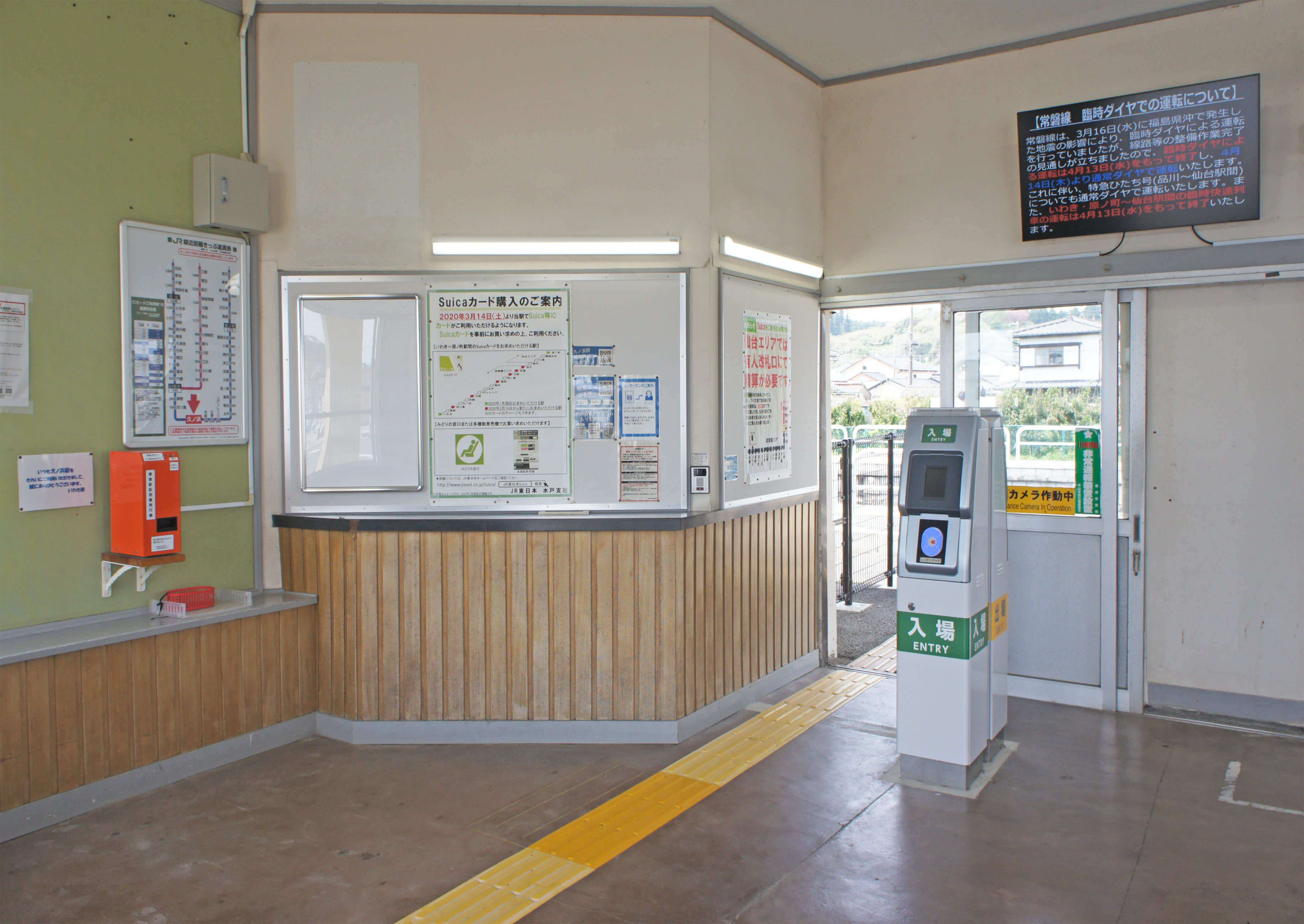
改札口（2022年4月）
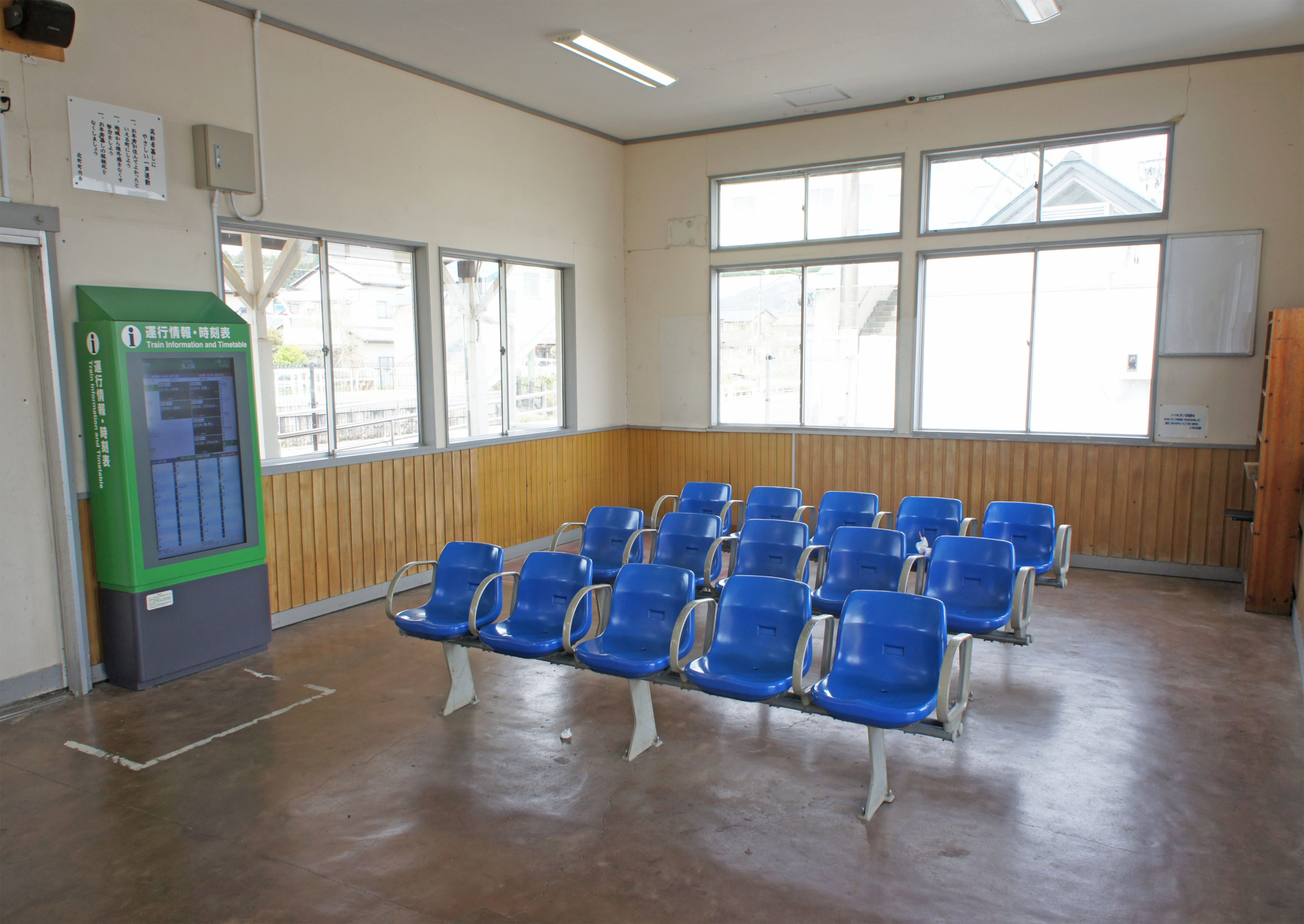
待合室（2022年4月）
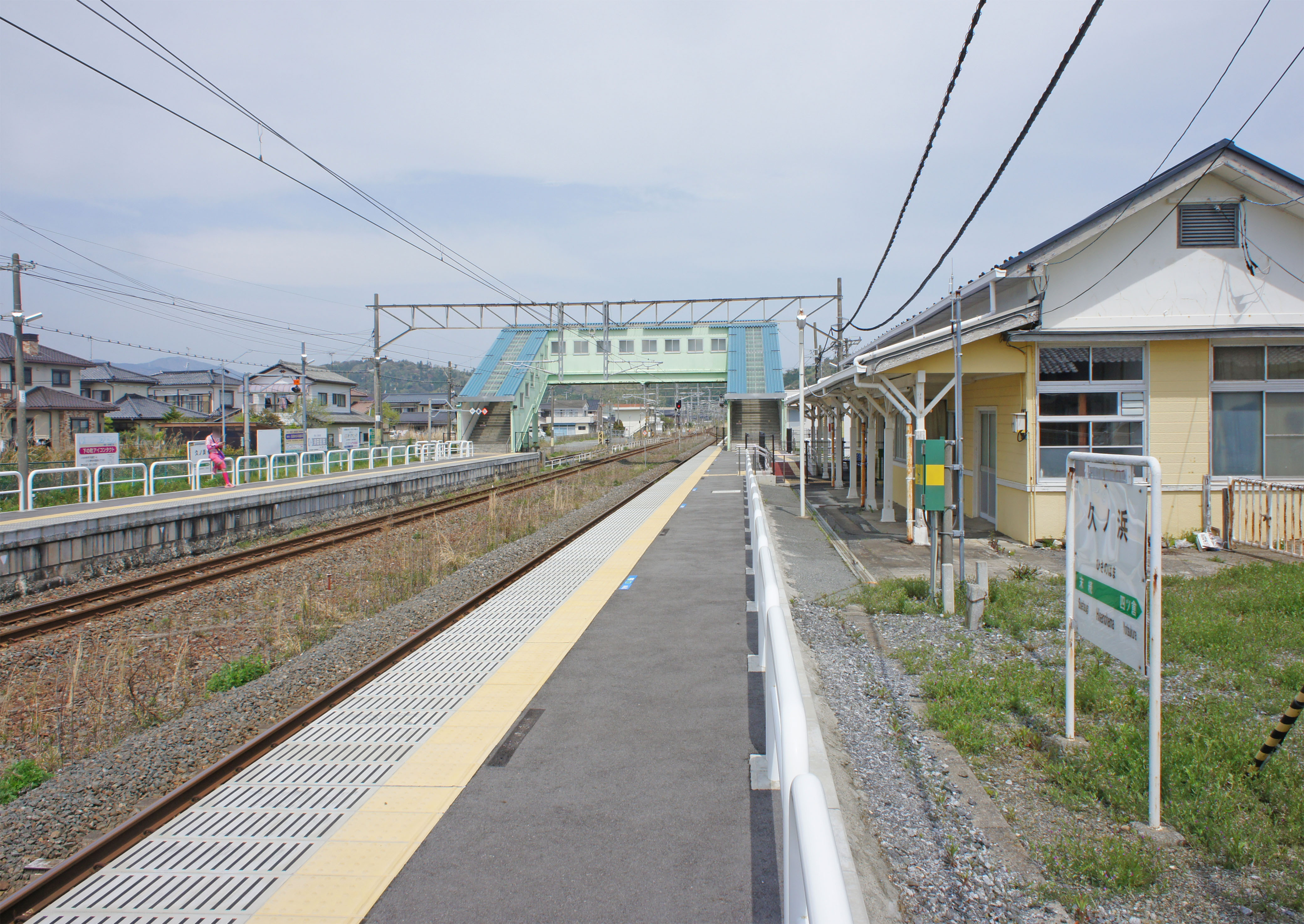
ホーム（2022年4月）

## 利用状況
JR東日本によると、2000年度（平成12年度）- 2018年度（平成30年度）の1日平均乗車人員の推移は以下のとおりであった。
| 1日平均乗車人員推移 | 1日平均乗車人員推移 | 1日平均乗車人員推移 | 1日平均乗車人員推移 | 1日平均乗車人員推移 |
| 年度                | 定期外              | 定期                | 合計                | 出典                |
| ------------------- | ------------------- | ------------------- | ------------------- | ------------------- |
| 2000年（平成12年）  |                     |                     | 503                 | [ 利用客数 1 ]      |
| 2001年（平成13年）  |                     |                     | 510                 | [ 利用客数 2 ]      |
| 2002年（平成14年）  |                     |                     | 481                 | [ 利用客数 3 ]      |
| 2003年（平成15年）  |                     |                     | 452                 | [ 利用客数 4 ]      |
| 2004年（平成16年）  |                     |                     | 422                 | [ 利用客数 5 ]      |
| 2005年（平成17年）  |                     |                     | 387                 | [ 利用客数 6 ]      |
| 2006年（平成18年）  |                     |                     | 377                 | [ 利用客数 7 ]      |
| 2007年（平成19年）  |                     |                     | 352                 | [ 利用客数 8 ]      |
| 2008年（平成20年）  |                     |                     | 346                 | [ 利用客数 9 ]      |
| 2009年（平成21年）  |                     |                     | 333                 | [ 利用客数 10 ]     |
| 2010年（平成22年）  |                     |                     | 321                 | [ 利用客数 11 ]     |
| 2011年（平成23年）  | 非公表              | 非公表              | 非公表              |                     |
| 2012年（平成24年）  | 79                  | 127                 | 206                 | [ 利用客数 12 ]     |
| 2013年（平成25年）  | 80                  | 130                 | 211                 | [ 利用客数 13 ]     |
| 2014年（平成26年）  | 69                  | 121                 | 191                 | [ 利用客数 14 ]     |
| 2015年（平成27年）  | 76                  | 121                 | 198                 | [ 利用客数 15 ]     |
| 2016年（平成28年）  | 73                  | 128                 | 202                 | [ 利用客数 16 ]     |
| 2017年（平成29年）  | 66                  | 137                 | 203                 | [ 利用客数 17 ]     |
| 2018年（平成30年）  | 58                  | 124                 | 182                 | [ 利用客数 18 ]     |

## 駅周辺

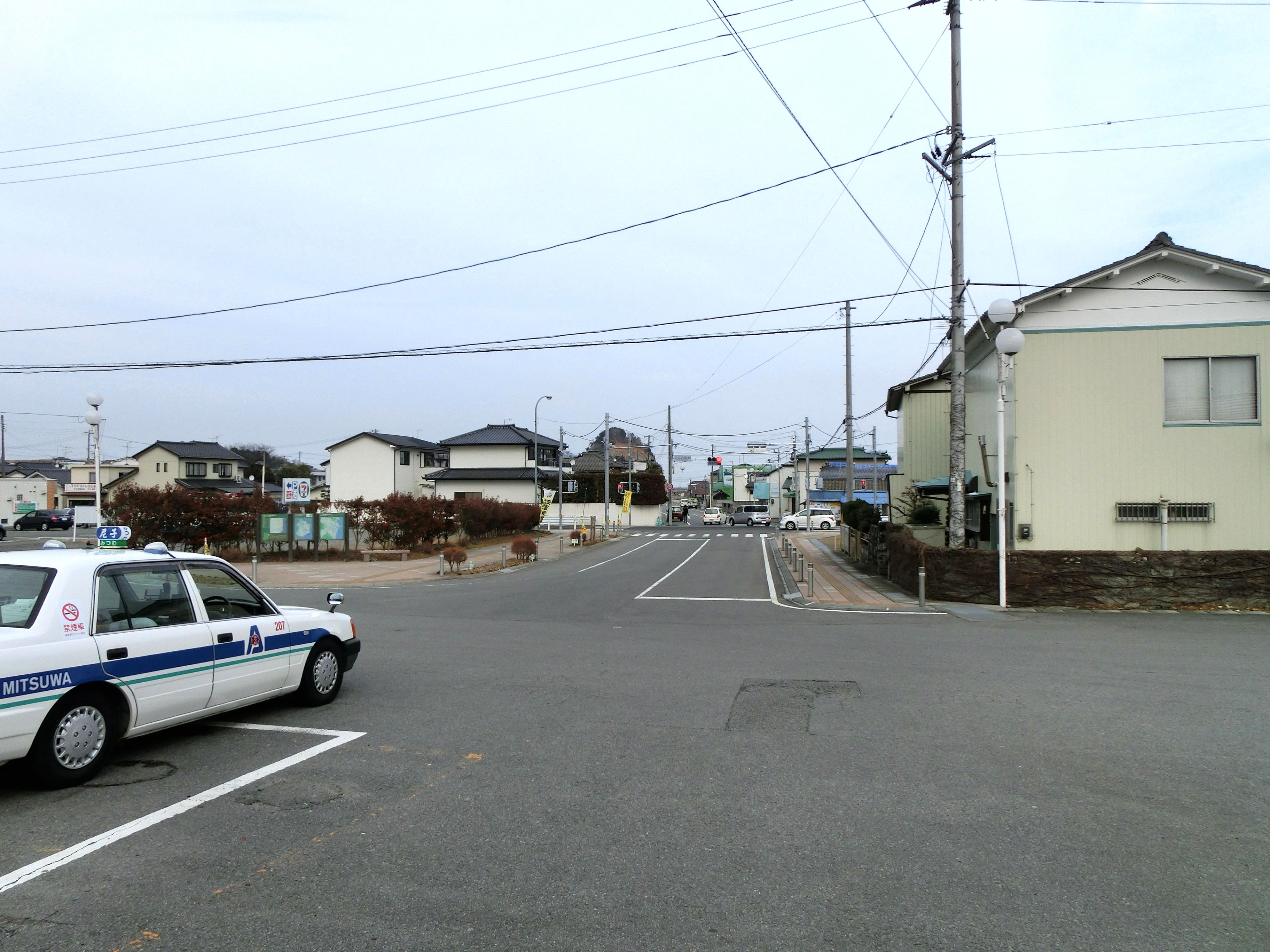
駅前（2012年3月）

海が近い。駅前に商店がある。住宅地もある。当駅周辺は東北地方太平洋沖地震（東日本大震災）による津波で壊滅的な被害を受けた地区である。また、福島第一原子力発電所事故の発生に伴い、一時的に屋内退避命令が敷かれていた。
- 久之浜海水浴場
- 久ノ浜郵便局
- 常磐カントリークラブ
- 浜風きらら
- いわき市役所久之浜・大久支所
- ダイソーいわき久之浜店
- 国道6号（久之浜バイパス）
- 福島県道395号四倉久之浜線（旧国道6号）
- 福島県道161号久ノ浜停車場線

駅名は久ノ浜だが、駅のある町名は久之浜である。

## 隣の駅
東日本旅客鉄道（JR東日本）
■常磐線
四ツ倉駅 - 久ノ浜駅 - 末続駅

### 記事本文
1. 1 2 3 4 5  “駅の情報（久ノ浜駅）：JR東日本”.   東日本旅客鉄道. 2024年8月25日時点のオリジナルよりアーカイブ。2024年11月3日閲覧。
2. 1 2  JR東日本のホームページ上では「久之浜町字北荒蒔」と記載されているが、これは誤りである。尚、いわき市のホームページ上では久ノ浜駅前公衆トイレの所在は「久之浜町久之浜字北荒蒔12-1」である。
3. 1 2 3 4 5 6 7 8  『週刊 JR全駅・全車両基地』 50号 郡山駅・会津若松駅・三春駅ほか、朝日新聞出版〈週刊朝日百科〉、2013年8月4日、20頁。
4. 1 2 3 4 5  石野哲（編）『停車場変遷大事典 国鉄・JR編 Ⅱ』（初版）JTB、1998年10月1日、434頁。ISBN 978-4-533-02980-6。
5. ↑  『常磐線の運転計画について』（PDF）（プレスリリース）東日本旅客鉄道水戸支社、2011年10月3日。オリジナルの2011年10月27日時点におけるアーカイブ。2011年10月3日閲覧。
6. 1 2  『常磐線（富岡駅～浪江駅間）の運転再開について』（PDF）（プレスリリース）東日本旅客鉄道、2020年1月17日。オリジナルの2020年1月17日時点におけるアーカイブ。2020年1月17日閲覧。
7. ↑  『Suicaエリア外もチケットレスで! 東北エリアから「えきねっとQチケ」がはじまります』（PDF）（プレスリリース）東日本旅客鉄道、2024年7月11日。オリジナルの2024年7月11日時点におけるアーカイブ。2024年8月1日閲覧。
8. 1 2  “JR東日本：駅構内図・バリアフリー情報（久ノ浜駅）”.   東日本旅客鉄道. 2024年11月3日閲覧。

### 利用状況
1. ↑  “各駅の乗車人員（2000年度）”.   東日本旅客鉄道. 2019年3月4日閲覧。
2. ↑  “各駅の乗車人員（2001年度）”.   東日本旅客鉄道. 2019年3月4日閲覧。
3. ↑  “各駅の乗車人員（2002年度）”.   東日本旅客鉄道. 2019年3月4日閲覧。
4. ↑  “各駅の乗車人員（2003年度）”.   東日本旅客鉄道. 2019年3月4日閲覧。
5. ↑  “各駅の乗車人員（2004年度）”.   東日本旅客鉄道. 2019年3月4日閲覧。
6. ↑  “各駅の乗車人員（2005年度）”.   東日本旅客鉄道. 2019年3月4日閲覧。
7. ↑  “各駅の乗車人員（2006年度）”.   東日本旅客鉄道. 2019年3月4日閲覧。
8. ↑  “各駅の乗車人員（2007年度）”.   東日本旅客鉄道. 2019年3月4日閲覧。
9. ↑  “各駅の乗車人員（2008年度）”.   東日本旅客鉄道. 2019年3月4日閲覧。
10. ↑  “各駅の乗車人員（2009年度）”.   東日本旅客鉄道. 2019年3月4日閲覧。
11. ↑  “各駅の乗車人員（2000年度）”.   東日本旅客鉄道. 2019年3月4日閲覧。
12. ↑  “各駅の乗車人員（2012年度）”.   東日本旅客鉄道. 2019年3月4日閲覧。
13. ↑  “各駅の乗車人員（2013年度）”.   東日本旅客鉄道. 2019年3月4日閲覧。
14. ↑  “各駅の乗車人員（2014年度）”.   東日本旅客鉄道. 2019年3月4日閲覧。
15. ↑  “各駅の乗車人員（2015年度）”.   東日本旅客鉄道. 2019年3月4日閲覧。
16. ↑  “各駅の乗車人員（2016年度）”.   東日本旅客鉄道. 2019年3月4日閲覧。
17. ↑  “各駅の乗車人員（2017年度）”.   東日本旅客鉄道. 2018年7月6日閲覧。
18. ↑  “各駅の乗車人員（2018年度）”.   東日本旅客鉄道. 2019年7月6日閲覧。